# Battlestar Galactica (sezonul 3)
Al treilea sezon al serialului de televiziune reimaginat științifico-fantastic Battlestar Galactica a avut premiera pe canalul Sci-Fi în Statele Unite la 6 octombrie 2005 și s-a terminat pe 25 martie 2007. Spre deosebire de sezonul anterior, acest sezon nu a fost împărțit în două părți și nu au avut nicio pauză prelungită în mijlocul sezonului. Al treilea sezon conține 20 de episoade.

## Actori și personaje

### Personaje principale
- Edward James Olmos este William Adama
- Mary McDonnell este Laura Roslin
- Katee Sackhoff este Kara "Starbuck" Thrace
- Jamie Bamber este Lee "Apollo" Adama
- James Callis este Gaius Baltar
- Tricia Helfer este Numărul Șase
- Grace Park este Sharon "Boomer" Valerii/Sharon "Athena" Agathon (Numărul Opt)
- Michael Hogan este Saul Tigh
- Aaron Douglas este Galen Tyrol
- Tahmoh Penikett este Karl "Helo" Agathon
- Nicki Clyne este Cally Henderson Tyrol
- Kandyse McClure este Anastasia Dualla
- Alessandro Juliani este Felix Gaeta

### Personaje secundare
- Donnelly Rhodes este Sherman Cottle
- Rekha Sharma este Tory Foster
- Callum Keith Rennie este Leoben Conoy (Numărul Doi)
- Lucy Lawless este D'Anna Biers (Numărul Trei)
- Dean Stockwell este John Cavil (Numărul Unu)
- Matthew Bennett este Aaron Doral (Numărul Cinci)
- Rick Worthy este Simon (Numărul Patru)
- Richard Hatch este Tom Zarek
- Kate Vernon este Ellen Tigh
- Michael Trucco este Samuel Anders
- Mark Sheppard este Romo Lampkin
- Leah Cairns este Margaret "Racetrack" Edmondson
- Bodie Olmos este Brendan "Hot Dog" Costanza
- Luciana Carro este Louanne "Kat" Katraine
- Jennifer Halley este Diana "Hardball" Seelix

## Episoade
| Nr. în serial | Nr. în sezon | Titlu                                  | Regizat de            | Scris de                             | Premiera          | Nr. de supraviețuitori |
| --- | ------------ | -------------------------------------- | --------------------- | ------------------------------------ | ----------------- | ---------------------- |
| 34 | 1            | „Occupation”                           | Sergio Mimica-Gezzan  | Ronald D. Moore                      | 6 octombrie 2006  | Nespecificat           |
| Patru luni de la ocupația Cylonilor a planetei Noua Caprica, rezistența continuă să atace atât Cylonii cât și colaboratorii acestora. Între timp Adama și Apollo se contrazic cu privire la planul de salvare al coloniștilor.                                                                                               |              |                                        |                       |                                      |                   |                        |
| 35 | 2            | „Precipice”                            | Sergio Mimica-Gezzan  | Ronald D. Moore                      | 6 octombrie 2006  | Nespecificat           |
| Moralitatea atacurilor sinucigașe cu bombe este pusă în discuție în timp ce Cylonii plănuiesc să împuște civili ca o măsură de a opri atacurile rezistenței. |              |                                        |                       |                                      |                   |                        |
| 36 | 3            | „Exodus (Partea 1)”                    | Félix Enríquez Alcalá | Bradley Thompson & David Weddle      | 13 octombrie 2006 | Nespecificat           |
| Rezistența de pe planetă și flota colonială fac împreună planuri de a evacua populația umană de pe planeta ocupată. Între timp Numărul Trei are vise stranii care o conduc la o femeie-oracol umană. |              |                                        |                       |                                      |                   |                        |
| 37 | 4            | „Exodus (Partea a 2-a)”                | Félix Enríquez Alcalá | Bradley Thompson & David Weddle      | 20 octombrie 2006 | Nespecificat           |
| Odată cu întoarcerea navei Galactica, insurgenții de pe New Caprica declanșează o revoltă generală în încercarea de a evacua coloniștii. Pegasus este distrusă în luptă pentru a da timp navei Galactica să evacueze toți coloniștii și pentru ca rasa umană să nu dispară.                                                  |              |                                        |                       |                                      |                   |                        |
| 38 | 5            | „Collaborators”                        | Michael Rymer         | Mark Verheiden                       | 27 octombrie 2006 | 41.435                 |
| Cercul, un tribunal secret de la bordul navei Galactica , decide soarta coloniștilor care au colaborat cu Cylonii în timpul ocupației de pe Noua Caprica. |              |                                        |                       |                                      |                   |                        |
| 39 | 6            | „Torn”                                 | Jean de Segonzac      | Anne Cofell Saunders                 | 3 noiembrie 2006  | 41,422                 |
| În timp ce Starbuck și Tigh provoacă nemulțumiri de-a lungul echipajului de pe Galactica's crew, Baltar încearcă să ajute Cylonii să scape de un virus care amenință să le extermine întreaga rasă. |              |                                        |                       |                                      |                   |                        |
| 40 | 7            | „A Measure of Salvation”               | Bill Eagles           | Michael Angeli                       | 10 noiembrie 2006 | 41,420                 |
| După ce descoperă o Bază Stelară Cylon aflată pe moarte, Adama și Roslin pun problema moralității folosirii unei arme biologice de distrugere în masă împotriva Cylonilor. |              |                                        |                       |                                      |                   |                        |
| 41 | 8            | „Hero”                                 | Michael Rymer         | David Eick                           | 17 noiembrie 2006 | 41,421                 |
| Adama se confruntă cu unul dintre cele mai întunecate momente ale carierei sale atunci când "Bulldog" Novacek, un pilot de sub comanda sa despre care credea că a murit cu ani în urmă în timpul unei misiuni secrete, scapă dintr-o celulă a Cylonilor și ajunge cu un Raider pe Galactica.                                 |              |                                        |                       |                                      |                   |                        |
| 42 | 9            | „Unfinished Business”                  | Robert Young          | Michael Taylor                       | 1 decembrie 2006  | 41,422                 |
| Cu scopul de a micșora tensiunile dintre membrii echipajului, pe Galactica se organizează meciuri de box; în timp ce prin flashback-uri sunt prezentate detalii despre relația dintre Apollo și Starbuck pe Noua Caprica înainte ca Starbuck să se mărite.                                                                   |              |                                        |                       |                                      |                   |                        |
| 43 | 10           | „The Passage”                          | Michael Nankin        | Jane Espenson                        | 8 decembrie 2006  | 41,420                 |
| Atunci când rezervele de alimente ale flotei sunt contaminate, piloții Galacticii trebuie să conducă navele printr-un grup de stele periculos. Între timp, Kat trebuie să se confrunte brusc cu un secret întunecat din trecutul ei.                                                                                         |              |                                        |                       |                                      |                   |                        |
| 44 | 11           | „The Eye of Jupiter”                   | Michael Rymer         | Mark Verheiden                       | 15 decembrie 2006 | 41,402                 |
| În timp ce strâng alge de pe o planetă stearpă pentru a o folosi ca (singura sursă de) hrană, Tirol descoperă Templul celor Cinci, cel care a fost construit de al treisprezecelea trib. Cu toate acestea, se declanșează o confruntare tensionată atunci când Cylonii sosesc în căutarea aceluiași templu.                  |              |                                        |                       |                                      |                   |                        |
| 45 | 12           | „Rapture”                              | Michael Rymer         | Bradley Thompson & David Weddle      | 21 ianuarie 2007  | 41,401                 |
| Confruntare dintre oameni și Cyloni pentru Ochiul lui Jupiter din Templu atinge un punct de cotitură. Pe planeta algelor, D'Anna, Baltar, fratele Cavil însoțiți de o echipă de centurioni se pregătesc să ia cu asalt Templul celor Cinci, în care se presupune că se află ascuns Ochiul lui Jupiter.                       |              |                                        |                       |                                      |                   |                        |
| 46 | 13           | „Taking a Break from All Your Worries” | Edward James Olmos    | Michael Taylor                       | 28 ianuarie 2007  | 41,403                 |
| Baltar este interogat la bordul navei Galactica, în timp ce un bar improvizat în hangar și numit "al lui Joe" devine popular, aici continuându-se probleme sentimentale dintre Apollo, Dualla, Starbuck și Anders. |              |                                        |                       |                                      |                   |                        |
| 47 | 14           | „The Woman King”                       | Michael Rymer         | Michael Angeli                       | 11 februarie 2007 | 41,401                 |
| Helo investighează tratamentele aplicate de un medic refugiaților civili care par a fi mortale în cazul celor de pe colonia Sagittaron. |              |                                        |                       |                                      |                   |                        |
| 48 | 15           | „A Day in the Life”                    | Rod Hardy             | Mark Verheiden                       | 18 februarie 2007 | 41,398                 |
| Cally și Tyrol sunt prizonierii unei măsuri de securitate care prevede blocarea ușilor dacă într-o cameră se pierde aer, ei pot fi salvați numai prin expulzarea acestora câteva secunde în spațiul cosmic. Între timp, Adama se luptă cu amintiri tulburătoare ale soției sale moarte cu ocazia aniversării căsătoriei lor. |              |                                        |                       |                                      |                   |                        |
| 49 | 16           | „Dirty Hands”                          | Wayne Rose            | Jane Espenson & Anne Cofell Saunders | 25 februarie 2007 | 41,400                 |
| După un accident în care Președintele Roslin este la un pas de moarte, Tirol îi cere lui Adama să asigure condiții mai bune de muncă în întreaga flota - totodată fiind gata de a provoca o grevă. |              |                                        |                       |                                      |                   |                        |
| 50 | 17           | „Maelstrom”                            | Michael Nankin        | Bradley Thompson & David Weddle      | 4 martie 2007     | 41,400                 |
| Trecutul lui Starbuck începe s-o bântuie din nou în timp ce Adama se îndoiește că ea mai poate să-și facă datoria. |              |                                        |                       |                                      |                   |                        |
| 51 | 18           | „The Son Also Rises”                   | Robert Young          | Michael Angeli                       | 11 martie 2007    | 41,399                 |
| Atunci când reprezentanții lui Baltar în viitorul proces se confruntă cu tentative de asasinat, Adama îi solicită lui Apollo să-l protejeze pe avocatul lui Baltar. |              |                                        |                       |                                      |                   |                        |
| 52 | 19           | „Crossroads (Partea 1)”                | Michael Rymer         | Michael Taylor                       | 18 martie 2007    | Nemenționat            |
| Noi tensiuni apar odată cu începerea procesului lui Baltar. Caprica Șase îi provoacă colonelului Tigh amintiri cu soția sa. |              |                                        |                       |                                      |                   |                        |
| 53 | 20           | „Crossroads (Partea a 2-a)”            | Michael Rymer         | Mark Verheiden                       | 25 martie 2007    | Nemenționat            |
| Procesul lui Gaius Baltar se termină, fiind declarat nevinovat după declarațiile lui Adama în apărarea sa. Flora face saltul în nebuloasa ionică, iar patru din ultimele cinci modele de Cyloni își descopeă propriile lor identități reale.                                                                                 |              |                                        |                       |                                      |                   |                        |

## Producție
Canalul Sci-Fi a comandat un al treilea sezon de 20 de episoade la 16 noiembrie 2005, producția a început în aprilie 2006 în Vancouver, Columbia Britanică. Premiera sezonului a avut loc în Statele Unite la 6 octombrie 2006, în Canada ziua următoare, iar în Marea Britanie la 9 ianuarie 2007; primele două episoade fiind transmise împreună. Programul de difuzare a sezonului trei nu a mai inclus o pauză lungă în mijlocul sezonului, ca în sezonul precedent. Canalul Sci-Fi Channel a mutat transmisia serialului în ziua de duminică începând cu 21 ianuarie 2007, fiind prima oară când serialul era transmis noaptea.

## Primire
Sezonul a primit recenzii foarte pozitive din partea criticilor, având un scor de 94 din 100 bazat pe cele 14 recenzii de pe Metacritic. Serialul a fost inclus de numeroși critici în listele cu cele mai bune 10 emisiuni din 2006 și 2007 întocmite de către publicații cum ar fi Chicago Tribune, Entertainment Weekly, Newsday, New York Times și TV Guide.
Al treilea sezon a avut patru nominalizări la Premiul Emmy, câștigând primul premiu Emmy al serialului (pentru efecte speciale vizuale remarcabile acordat unui serial TV). Premiul a fost acordat pentru episodul Exodus, partea a 2-a. Ronald D. Moore a fost nominalizat pentru Writers Guild of America Award acordat unui episod dramatic (pentru episoadele "Occupation / Precipice").